# Молитва за гетьмана Мазепу
«Молитва за гетьмана Мазепу» — український художній фільм режисера Юрія Іллєнка знятий 2001 року на київській кіностудії ім. О.Довженка; перший повнометражний і великобюджетний фільм (12 млн грн.) за роки незалежності України.
Світова прем'єра «Молитви…» відбулася у лютому 2002 р. на Берлінському міжнародному кінофестивалі у позаконкурсній програмі.
Займає 36-у позицію у списку 100 найкращих фільмів в історії українського кіно.

## Акторський склад
- Богдан Ступка — гетьман Іван Мазепа
- Людмила Єфименко — Любов Кочубей, дружина Василя Кочубея, мати Мотрі
- Микита Джигурда — шведський король Карл XII
- В'ячеслав Довженко — цар Петро I
- Віктор Демерташ — генеральний суддя Василь Кочубей
- Катя Лісовенко — Мотря Кочубей
- Сергій Романюк — Федір Лелека
- Пилип Іллєнко — молодий Мазепа
- Сергій Марченко — старший Мазепа
- Марина Петренко — Люба Жученко (Кочубеївна)
- Лесь Сердюк — гетьман Самойлович
- Остап Ступка — Пилип Орлик, генеральний писар
- Михайло Голубович — кошовий Іван Сірко
- Олег Драч — князь Дмитро Голицин
- Дмитро Миргородський — Семен Палій, полковник фастівський
- Раїса Недашківська — Циганська чаклунка
- Кость Степанков — Ватаг вільної волі
- Юрій Іллєнко — Маршал Жук
- Мирослав Домолевський — юний цар Петро I
- Сергій Альошечкін — князь О. Д. Меншиков
- Володимир Коляда — Іскра

## Знімальний колектив
- режисер — Юрій Іллєнко
- сценарист — Юрій Іллєнко
- композитор — Вірко Балей
- художник — Сергій Якутович
- оператор — Юрій Іллєнко
- художник по костюмах — Володимир Фурик

## Сюжет
В основі сюжету — діалог «на ножах» історичних антагоністів — Петра I, що плюндрує Іванів саркофаг, та гетьмана Івана, який встає з могили, щоб оповісти своє життя, передусім таке, що пов'язане з боротьбою двох державців.

## Особливості фільму
Намагаючись запобігти ефекту невиправданого сподівання, композитор фільму В. Балей порадив на неофіційному прем'єрному показі в Гарвардському університеті в США глядачам залишити перед входом до зали критерії, за якими вони звикли оцінювати кінематографічну продукцію. Мовляв, ідеться про фільм незвичайний, складний, шоковий, покликаний не розважати, а провокувати спочування, болючі рефлексії над драматичними екзистенційними дилемами Українського буття. «Молитва» — це не історичне полотно і не кіноілюстрація періоду з минулого України.}}

## Трансляція на ТБ та великому екрані
Фільм не рекомендував для показу в Росії міністр культури РФ Михайло Швидкий.
В Україні не було жодного показу по ТБ, не випущено на відео. Не продане за кордон. Телевізійний канал ICTV показав фільм з обмеженням +16.

## Нова версія (2010 рік)
Коли наприкінці 2001 року було завершено роботу над фільмом «Молитва за гетьмана Мазепу», не вистачило державних коштів на його якісне сучасне озвучення. В лютому 2002 року на «Берлінале» фільм показували у версії звуку «моно», що відчутно знижувало враження від фільму. Хоча ще тоді велися пошуки можливостей завершити роботу, й Міністерство культури і мистецтв України, на чиє замовлення випускався фільм, уклало угоду з однією продюсерською компанією, якій передавались права показу фільму на 5 років, а вона зобовязувалась зробити звук «Долбі», забезпечити прокат і фестивальні покази. Однак жодного пункту угоди не виконано — була поїздка тільки на фестиваль до Берліна. В результаті технічно фільм не був завершений.
Влітку 2008 року новоствореній компанії «Іллєнко Фільм» вдалося укласти угоду з Державною Службою кінематографії про створення нової версії фільму. Її було завершено в лютому 2010 року.
У новій версії зроблено:
- 1) багатоканальний звук, що означає: фільм можна показувати у кінозалах з найсучаснішим устаткуванням,
- 2) додано закадровий авторський коментар Юрія Іллєнка, який пояснює історичні події, про які йдеться, а також долю самого фільму,
- 3) незначні купюри (приблизно 10 хвилин), що не впливає на зміст фільму. Тепер його тривалість — 144 хв.

Безперечно, якісний звук відчутно поліпшив фільм — добре чути репліки персонажів, музику, шуми. Зовсім інше сприйняття, зокрема сцени Полтавської битви.
Нова версія існує у форматі HD video — це вища якість, ніж DVD.